# ウンビペンチウム
ウンビペンチウム (羅:Unbipenchium) は、原子番号125にあたる未発見の超重元素に付けられた一時的な仮名（元素の系統名）である。
ネプツニウムの下に位置することから「エカネプツニウム」(羅: ) とも呼ばれる。
この名称と記号はそれぞれ系統的なIUPAC名の記号であり、元素が発見され、確認され、恒久的な名前が決定されるまで使われる。

## 性質
Gブロック元素であり、既知の遷移元素やFブロック元素に無い未知の性質を持つと予想される。また、安定の島で、現在の技術で製造だが、まだ観測されていない元素の一つである。このような核種の特別な安定性は、いわゆる「フレーバーレス」9個の中間子の一つであるω7中間子のカップリングの量子効果によるものだと考えられている。

## 歴史
2006年、フランス国立重イオン加速器研究所の研究チームが、ウランに天然ゲルマニウムを照射する新手法で複数同位体の半減期研究を試みている。。
{\displaystyle \,_{92}^{238}\mathrm {U} +\,_{32}^{nat}\mathrm {Ge} \to \,^{308,310,311,312,314}\mathrm {Ubq} ^{*}\to \ fission.}

## 参考資料
1. ↑  Encyclopaedia Britannica : article « Magic Number », § « The magic numbers for nuclei ».
2. ↑  Direct experimental evidence for very long fission times of super-heavy elementsHAL（フランスのオープンアーカイブ）